# Prix Toshiko-Tamura
Le prix Toshiko-Tamura (田村俊子賞, Tamura Toshiko Shō) est un prix littéraire fondé en mémoire de Toshiko Tamura, en particulier grâce aux efforts de Yoshiko Yuasa et décerné aux femmes écrivaines par le Tamura-Toshiko-kai (田村俊子会). Le prix est financé par les droits d'auteurs et interrompu en 1977. 

## Lauréates
- 1961 - Jakuchō Setouchi pour Tamura Toshiko (田村俊子)
- 1962 - Mari Mori pour Koibitotachi no mori (恋人たちの森)
- 1963 - Yumiko Kurahashi pour l'ensemble de son œuvre
- 1964 - Hiroko Takenishi pour Ōkan no ki (往還の記)
- 1965 - Mitsuko Abe pour Osoi mezamenagara mo, Shin gakkō ichinensei (遅い目覚めながらも, 神学校一年生) et Matsuyo Akimoto pour  (常陸坊海尊)
- 1966 - Yōko Hagiwara pour Tenjō no hana (天上の花)
- 1967 - Kiiko Nakamura pour Onna to katana (女と刀)
- 1968 - Tokiko Matsuda pour Orin kōden (おりん口伝) et Rie Yoshiyuki pour Yume no naka de (夢のなかで)
- 1969 - Sumako Fukuda[1] pour Ware nao ikite ari (われなお生きてあり)
- 1970 - Kazuko Saegusa pour Jokei ga okonawarete iru (処刑が行われている) et Kazue Matsubara pour Omae yo utsukushiku are to koe ga suru (お前よ美しくあれと声がする)
- 1971 - Miyoshi Enatsu pour Shitajita no onna (下々の女) et Fusako Honda[2] pour son travail comme journaliste au Fujin Minshu Shimbun
- 1972 - Momoko Hirotsu pour Haru no oto (春の音) et Akiko Esashi pour Kusazue hyōden Ōda Yōko (草饐―評伝・大田洋子) et Rin Ishigaki[3] pour Ishigaki Rin shinshū (石垣りん詩集)
- 1973 - Takako Takahashi pour Sora no hate made (空の果てまで)
- 1974 - Taeko Tomioka pour Shokubutsusai (植物祭)
- 1975 - Sei Yoshino pour Hana o karashita kami (洟をたらした神) et Miho Shimao pour Umibe no sei to shi (海辺の生と死)
- 1976 - Yūko Tsushima pour Mugura no haha (葎の母) et Aya Ichinose[4] pour Ki no hana (黄の花)
- 1977 - Yasuko Kigi pour Sōryō no keifu (蒼龍の系譜) et Yuriko Takeda pour Fuji nikki (富士日記)

## Comité de sélection
- Yoshiko Yuasa (湯浅芳子), Ineko Sata (佐多稲子), Jun Takami (高見順) jusqu'en 1965, Shimpei Kusano (草野心平), Nobuyuki Tateno (立野信之) jusqu'en 1971, Taijun Takeda (武田泰淳) jusqu'en 1976, Jakuchō Setouchi (瀬戸内晴美)